# Bröstkota
| Thorakalkota · Thorakalkota                                                             |
| En thorakalkota. Lateral och kraniell vy.                                               |
| Första samt nionde till tolfte bröstkotorna.                                            |
| Första samt nionde till tolfte bröstkotorna. Illustrationer: Gray's Anatomy, 1918. (PD) |

Bröstkota, thorakalkota (latin: vertebra thoracica, pl. vertebrae thoracicae, Th I–Th XII) är, i människans kropp, de tolv ryggkotor (vertebrae) i ryggraden (columna vertebralis) som ledar mot revbenen (costae) och utgör en del av bröstkorgen (thorax).
Bröstkotorna är större än halskotorna (cervikalkotorna, vertebrae cervicales) men mindre än ländkotorna (lumbalkotorna, vertebrae lumbales). Bröstkotorna ökar i storlek nedåt (kaudalt). De skiljer sig också från de övriga ryggkotorna genom närvaron av revbenens fasetter på kotkroppens och, utom på elfte och tolfte bröstkotan, tvärutskottens sidor.

## Grundform
Andra till åttonde bröstkotan har samma grundform medan första och nionde till tolfte kotan avviker från grundformen.
Mitt i thorakalkyfosen är kotkropparna (corpus vertebrae) hjärtformade och lika breda i frontalplanet som i sagitallplanet. Kraniellt och kaudalt antar de gradvis cervikal- respektive lumbalkotornas form. Samtliga kotkroppar är tjockast dorsalt vilket ger hela thorakalkyfosen dess dorsalkonvexa form. Kotkropparna är konvexa i framkant och konkava baktill. 
På var sida om kotkroppen finns två ledpannor där revbenens ledhuvuden (caput costae) ledar in mellan bröstkotorna. En på översidan (fovea costalis superior) som är större och ledar till det revben som har samma nummer som bröstkotan; och en mindre på undersidan (fovea costalis inferior) som ledar till underliggande revben. Denna nedre ledpanna saknas i allmänhet på de nedersta tre bröstkotorna.
Kotrötterna (pediculus arcus vertebrae) är riktade bakåt och något uppåt. Kotbågsplattorna (lamina arcus vertebrae) är breda och tjocka. Taggutskotten (processus spinosus) är långa, riktade snett nedåt och har en triangulär form. Tvärutskotten (processus transversi) är tjocka, starka och långa. De är riktade lateralt bakåt. 
De övre ledtapparna (processus articularis superior) är tunna benplattor vars ledpannor mot revbenen är riktade lateralt bakåt och uppåt. De nedre ledtapparna (processus articularis inferior) sitter ihop med bågplattorna och sträcker sig knappt under dem. Deras ledytor är riktade framåt, medialt och nedåt.

## Första samt nionde till tolfte bröstkotorna
Den första bröstkotan har till skillnad från de övriga två hela ledpannor avsedda för det första revbensparet. Dessutom finns där halva ledpannor avsedda för den övre delen av det andra revbensparet. Kotkroppen är, liksom cervikalkotornas, bredare transversellt. Den övre ledtappen är riktad uppåt och bakåt och taggutskottet är tjockt, långt och närmast horisontellt.
Den nionde bröstkotan kan sakna de nedre fasetterna. När dessa fasetter är närvarande brukar den tionde bröstkotan vara försedd med ett par övre fasetter. Vanligare är dock att den tionde kotan har ett par hela ledfasetter placerade lateralt på pediculus.
Från den elfte bröstkotan börjar kotorna anta ländkotornas form. Revbenens ledfasetter är placerade på pediculus och större än hos de övriga bröstkotorna. 
Hos tionde och elfte bröstkotan är taggutskotten korta och riktade nästan horisontellt. Tvärutskotten är mycket korta och saknar revbenens ledfasetter.
Den tolfte och sista bröstkotans undre artikulationsyta är, liksom ländkotornas, konvex och riktad lateralt.